# 玉川 (大阪市)
玉川（たまがわ）は、大阪府大阪市福島区にある町名。現行行政地名は玉川一丁目から玉川四丁目。

## 地理
大阪市福島区の南部に位置する。東は福島、北は吉野、西は野田、南は旧淀川（堂島川）を挟んで北区中之島にそれぞれ接する。福島1丁目1番・2丁目1番・3丁目1番と同様に、曽根崎川跡以南となる玉川1丁目1番も堂島の一部に当たり、1975年まで堂島浜通4丁目という町名だった。また、玉川1丁目・3丁目のそれぞれ南部は1975年まで下福島の一部だった所で、大阪市立下福島中学校が立地している。

### 河川
- 旧淀川（堂島川）

## 歴史
元は西成郡野田村の一部。1897年に大阪市北区へ編入。1900年に西野田玉川町の町名が誕生。1925年に此花区へ転属。1943年に福島区へ転属。この際に堂島浜通の西部も北区から福島区へ転属。1975年に現行行政地名を実施。

### 地名の由来
往昔、この地に野田川の細流が、縦横にめぐり堂島川に注いでいた。この野田川は「玉川」とも呼ばれ、川沿いに名勝野田藤が咲き乱れていた。

## 世帯数と人口
2019年（平成31年）3月31日現在の世帯数と人口は以下の通りである。
| 丁目       | 世帯数    | 人口    |
| ---------- | --------- | ------- |
| 玉川一丁目 | 1,375世帯 | 2,873人 |
| 玉川二丁目 | 1,270世帯 | 2,371人 |
| 玉川三丁目 | 501世帯   | 874人   |
| 玉川四丁目 | 838世帯   | 1,565人 |
| 計         | 3,984世帯 | 7,683人 |

### 人口の変遷
国勢調査による人口の推移。
| 1995年（平成7年）  | 5,380人 | [ 6 ]  |  |
| 2000年（平成12年） | 5,841人 | [ 7 ]  |  |
| 2005年（平成17年） | 6,512人 | [ 8 ]  |  |
| 2010年（平成22年） | 7,200人 | [ 9 ]  |  |
| 2015年（平成27年） | 7,562人 | [ 10 ] |  |

### 世帯数の変遷
国勢調査による世帯数の推移。
| 1995年（平成7年）  | 2,160世帯 | [ 6 ]  |  |
| 2000年（平成12年） | 2,492世帯 | [ 7 ]  |  |
| 2005年（平成17年） | 2,917世帯 | [ 8 ]  |  |
| 2010年（平成22年） | 3,566世帯 | [ 9 ]  |  |
| 2015年（平成27年） | 3,704世帯 | [ 10 ] |  |

## 事業所
2016年（平成28年）現在の経済センサス調査による事業所数と従業員数は以下の通りである。
| 丁目       | 事業所数  | 従業員数 |
| ---------- | --------- | -------- |
| 玉川一丁目 | 54事業所  | 723人    |
| 玉川二丁目 | 58事業所  | 526人    |
| 玉川三丁目 | 60事業所  | 840人    |
| 玉川四丁目 | 87事業所  | 535人    |
| 計         | 259事業所 | 2,624人  |

## 施設

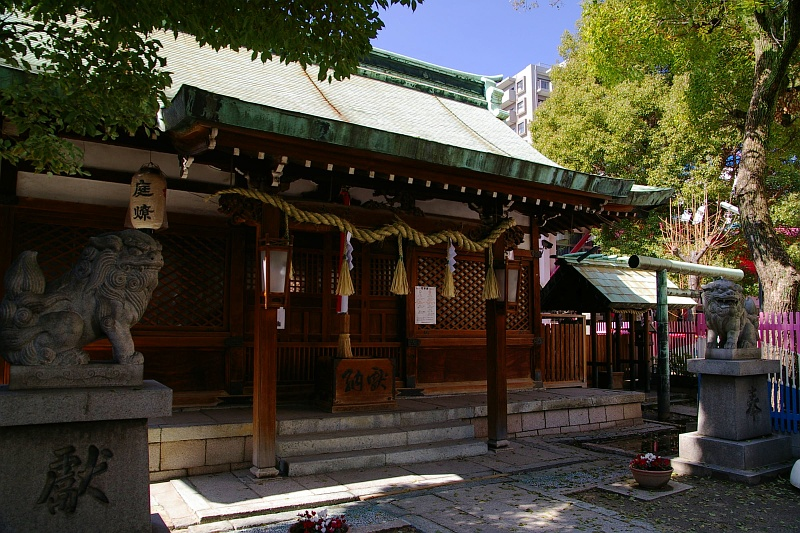
天神社

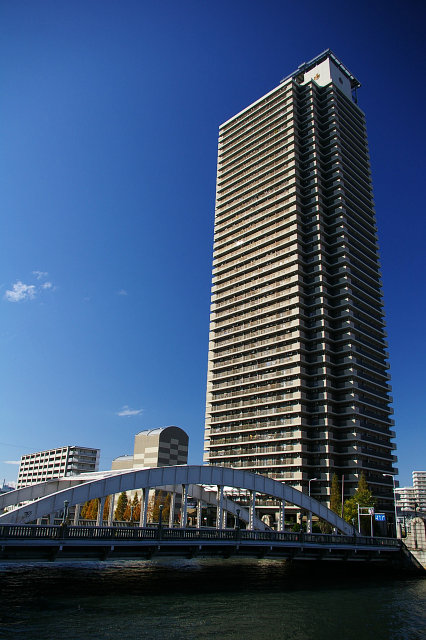
キングマンション堂島川

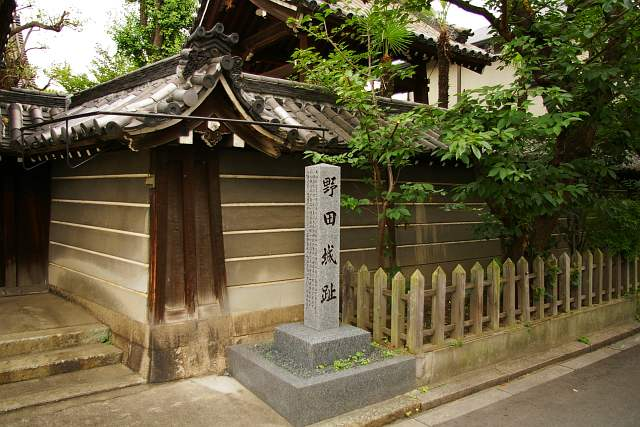
野田城址

### 居住施設
- キングマンション堂島川

### 教育機関
- 大阪市立下福島中学校
- 大阪市立玉川小学校

### 公園
- 藤之棚児童遊園地
- 玉川公園・玉川南公園・玉川西公園
- 下福島公園

### 社寺・史跡
- 野田恵美須神社
- 春日神社 - 野田藤で有名。
- 天神社 - 下の天神と称される。
- 円満寺
- 極楽寺
- 弘法寺
- 本成寺
- 野田城址

### 企業
- 不二食品
- 大黒屋
- マーズ・シックスティーン

## 交通

### 鉄道

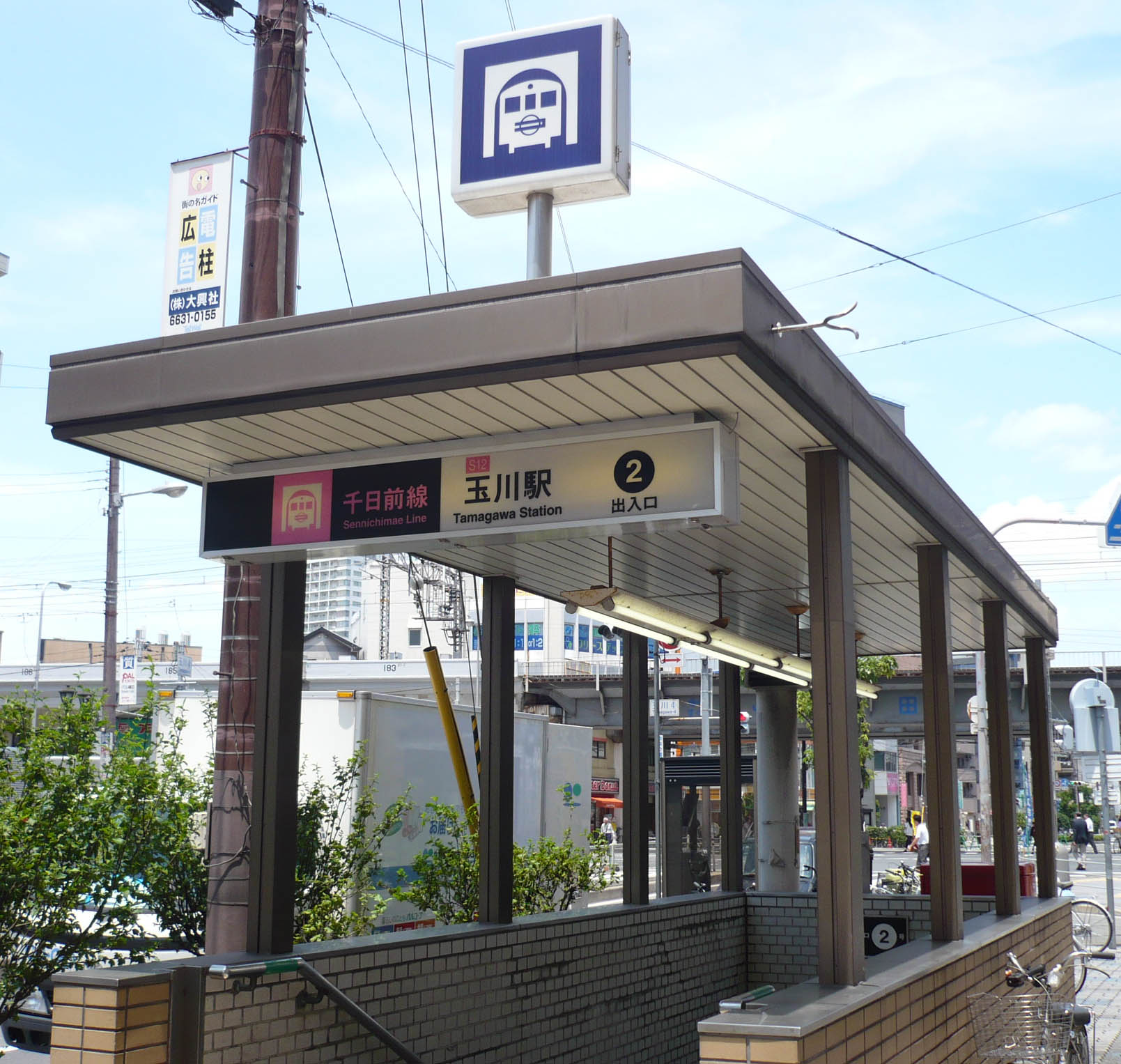
玉川駅

- Osaka Metro千日前線 玉川駅

### 道路
高速道路
阪神高速3号神戸線
国道
- 国道2号（曽根崎通）
  - 淀川大橋

主要地方道
- 大阪府道29号大阪臨海線（新なにわ筋）
  - 上船津橋
- 大坂市道堂島十三線（あみだ池筋）
  - 堂島大橋

## その他

### 日本郵便
- 〒553-0004[3]（集配局：大阪北郵便局[12]）